# Cormainville
Cormainville – miejscowość i gmina we Francji, w Regionie Centralnym, w departamencie Eure-et-Loir.
Według danych na rok 1990 gminę zamieszkiwało 185 osób, a gęstość zaludnienia wynosiła 10 osób/km² (wśród 1842 gmin Regionu Centralnego Cormainville plasuje się na 954. miejscu pod względem liczby ludności, natomiast pod względem powierzchni na miejscu 720.).